# Robert d'Escorches de Sainte-Croix
Robert Jean Antoine Omer d'Escorches de Sainte-Croix (Aubry-le-Panthou, 7 juni 1785 - Versailles, 12 december 1861) was een Frans ambtenaar en politicus ten tijde van het Tweede Franse Keizerrijk.

## Biografie
Robert d'Escorches de Sainte-Croix werd in 1813 staatsraad in de Raad van State. Na de val van het Eerste Franse Keizerrijk werd hij uit deze functie ontzet. Tijdens de Honderd Dagen werd hij op 6 mei 1815 benoemd tot onderprefect van Bar-le-Duc, een functie die hij slechts kortstondig zou uitoefenen, tot de definitieve val van het regime van Napoleon Bonaparte later dat jaar.
Nadien werd hij burgemeester van Survie. Tussen 1825 en 1831 was hij departementsraadslid van Orne. In december 1834 was hij een van de 27 mede-oprichters van Société française pour l'abolition de l'esclavage.
Tijdens het Tweede Franse Keizerrijk was hij een officiële kandidaat in de tweede kiesomschrijving van het departement Orne bij de parlementsverkiezingen van 22 februari 1852. Hij werd verkozen met 24.120 van de 27.184 uitgebrachte stemmen, waardoor hij zetelde in het Wetgevend Lichaam. Bij de parlementsverkiezingen van 1857 werd hij herverkozen met 18.512 op 23.206 uitgebrachte stemmen. In 1860 nam hij ontslag uit het Wetgevend Lichaam, waarna hij werd opgevolgd door Louis David-Deschamps.
Hij was officier in het Legioen van Eer.